# Židovi u Azerbajdžanu
Židovi u Azerbajdžanu (hebrejski: יהדות אזרבייג'ן,  azerski Azərbaycan yəhudiləri)  žive još od antičkog doba.

## Povijest
Povijest Židova u Azerbajdžanu vuče korijene još iz postojanja Kavkaske Albanije, drevnog i rano srednjovjekovnog kraljevstva. Arheološka istraživanja provedena 1990. godine rezultirala su otkrićem ostataka židovskog naselja blizu Bakua i sinagoge 25 kilometara jugoistočno od Qube iz 7. stoljeća. I Prva kuća u kojoj su se sastajali Židovi u Bakuu sagrađena je 1832. godine, a uređena u sinagogu 1896. Više sinagoga izgrađeno je u Bakuu i okolici u kasnom 19. stoljeću. 
Od kraja 19. stoljeća Baku je postao jedan od centara cionističkog pokreta u Ruskom Carstvu. Prvi Hovevei Zion osnovan je 1891., nakon čega slijede prve cionističke organizacije 1899. Pokret je imao jako djelovanje tokom kratkotrajne Demokratske Republike Azerbajdžan (1918. – 1920.) a obilježena je uspostavom židovskog Narodnog sveučilišta 1919. godine, tiskanjem periodičnih publikacija na jidišu, hebrejskom,  judeotatskom i ruskom jeziku, otvaranjem niza škola, društvenih klubova,  dobrovoljnih društava i kulturnih organizacija.
Tijekom izgradnje stadiona u gradu Qubi otkirivena je masovna grobnica. U dvije glavne bušotine i dva kanala otkrivene su ljudske kosti. Arheolozi su pronšli 24 lubanje djece i 28 žena različite dobi. Osim etničkih Azera i Lezgina, tu su zakopano i 81 Židov u ožujka 1918.
Nakon Sovjetizacije sve cionističke aktivnosti koje su provedene na hebrejskom su zabranjene. U ranim 1920-im nekoliko stotina židovskih obitelji iz Azerbejdžana i Dagestana otišlo je u Izrael i nastanilo se u Tel Avivu. Sljedeći alija nije se dogodilo sve do 1970-ih, nakon što je ukinuta zabrana židovskog useljavanja u Izrael. Između 1972. i 1978. godine oko 3.000 ljudi napustilo je Azerbajdžan. Godina 1970. je bila demografski vrhunac za azerbejdžanske Židove nakon Drugog svjetskog rata kada ih je na popisu bilo 41.288.
Mnogi židovski emigranti iz Azerbajdžana naselili su se u Tel Avivu i Haifi. Postoji relativno velike zajednice planinskih židovskih iseljenika iz Azerbajdžana u New Yorku i Torontu.
Nova židovska sinagoga, koja je postala najveća sinagoga u Europi otvorena je 9. ožujka 2003. u Bakuu. Tu je i židovska škola, koja djeluje u Azerbejdžanu od 2003. Trenutno, postoje tri sinagoge u Bakuu, dvije u Qubi i jedna u Oğuzu.

## Poznati azerbajdžanski Židovi
- Lev Davidovič Landau, fizičar
- Garry Kasparov, šahist .[4] (s očeve strane)
- Mirza Khazar, pisac, političar i novninar
- Emil Sutovskij, šahist
- Gavril Ilizarov, fizičar
- Lotfi A. Zadeh, znastvenik

## Vanjske poveznice
- Službena stranica Židova u Azerbajdžanu  Arhivirana inačica izvorne stranice od 26. veljače 2007. (Wayback Machine)
- Humanitarna organizacija židovskih žena Azerbajdžana